# Ryan Fairbarn
Ryan Fairbarn (* 15. November 1979 in Bradford, Ontario) ist ein kanadischer Eishockeyspieler, der seit 2011 bei den Löwen Frankfurt aus der Eishockey-Oberliga spielt.

## Karriere
Nach seiner Juniorenzeit in der Ontario Junior Hockey League spielte Fairbarn von 2000 bis 2004 am Rochester Institute of Technology. Anschließend wechselte der Verteidiger in die Central Hockey League, wo er in den folgenden vier Spielzeiten für die Wichita Thunder, die Fort Worth Brahmas und die Bossier-Shreveport Mudbugs spielte.
Zur Saison 2008/09 ging Fairbarn nach Deutschland und unterschrieb für ein Jahr beim Oberligisten Starbulls Rosenheim. Dort wurde er zum Verteidiger des Jahres gewählt, nachdem er in 58 Partien 76 Scorer-Punkte erzielt hatte. Anschließend wechselte er zurück in die CHL und spielte eine Saison für die Allen Americans, ehe er sich 2010 dem norwegischen Erstligisten Rosenborg IK anschloss.
Im Sommer 2011 unterschrieb er einen Vertrag bei den Löwen Frankfurt.

## Karrierestatistik
(Legende zur Spielerstatistik: Sp oder GP = absolvierte Spiele; T oder G = erzielte Tore; V oder A = erzielte Assists; Pkt oder Pts = erzielte Scorerpunkte; SM oder PIM = erhaltene Strafminuten; +/− = Plus/Minus-Bilanz; PP = erzielte Überzahltore; SH = erzielte Unterzahltore; GW = erzielte Siegtore; 1 Play-downs/Relegation; Kursiv: Statistik nicht vollständig)